# L'Ombre du corbeau (bande dessinée)
Pour les articles homonymes, voir L'Ombre du corbeau.
L’Ombre du corbeau est une bande dessinée de Didier Comès publiée en 1976-1977 dans l'hebdomadaire Tintin, puis en album en 1981 dans la collection du Lombard Histoires et Légendes.
Cette histoire qui se déroule en 1915 dans les Ardennes françaises durant la Première Guerre mondiale raconte l'errance de Goetz Von Berlichingen, fantassin allemand séparé de son unité après un bombardement français et qui se retrouve confronté diverses visions incarnant autant de facettes de la Mort.
Première bande dessinée de son auteur à se dérouler dans la campagne française, elle annonce des thèmes développées dans deux histoires postérieures multi-primées, Silence et La Belette.

### Documentation
- Alain Chante, « Montage et Couleurs dans l'Ombre du corbeau », Schtroumpf : Les Cahiers de la bande dessinée, Glénat, no 50,‎ 1981, p. 25-28.